# Eugène Coulon (athlétisme)
Pour les articles homonymes, voir Eugène Coulon.
Eugène Coulon, né le 2 juin 1899 à Sérignan et mort le 8 février 1969, est un athlète français.

## Biographie
Eugène Coulon est champion de France de saut en longueur en 1920 ; il est quatrième de cette discipline en Championnats de France d'athlétisme 1921. Il participe aux concours de saut en longueur des Jeux olympiques d'été de 1920 à Anvers, sans passer le stade des qualifications.